# Chaumont (Puèi Domat)
Chaumont-le-Bourg és un municipi francès situat al departament del Puèi Domat i a la regió d'Alvèrnia-Roine-Alps. L'any 2007 tenia 214 habitants.

## Demografia

### Població
El 2007 la població de fet de Chaumont-le-Bourg era de 214 persones. Hi havia 80 famílies de les quals 20 eren unipersonals (4 homes vivint sols i 16 dones vivint soles), 12 parelles sense fills, 40 parelles amb fills i 8 famílies monoparentals amb fills.
La població ha evolucionat segons el següent gràfic:
Habitants censats

### Habitatges
El 2007 hi havia 155 habitatges, 84 eren l'habitatge principal de la família, 52 eren segones residències i 19 estaven desocupats. 151 eren cases i 3 eren apartaments. Dels 84 habitatges principals, 70 estaven ocupats pels seus propietaris, 12 estaven llogats i ocupats pels llogaters i 3 estaven cedits a títol gratuït; 9 tenien tres cambres, 22 en tenien quatre i 54 en tenien cinc o més. 65 habitatges disposaven pel capbaix d'una plaça de pàrquing. A 28 habitatges hi havia un automòbil i a 48 n'hi havia dos o més.

### Piràmide de població
La piràmide de població per edats i sexe el 2009 era:
| Homes | Edats   | Dones |
| ----- | ------- | ----- |
| 0     | 95 o +  | 0     |
| 0     | 90 a 94 | 4     |
| 0     | 85 a 89 | 0     |
| 0     | 80 a 84 | 0     |
| 4     | 75 a 79 | 8     |
| 0     | 70 a 74 | 0     |
| 8     | 65 a 69 | 0     |
| 4     | 60 a 64 | 8     |
| 4     | 55 a 59 | 0     |
| 4     | 50 a 54 | 12    |
| 4     | 45 a 49 | 12    |
| 16    | 40 a 44 | 8     |
| 4     | 35 a 39 | 8     |
| 4     | 30 a 34 | 8     |
| 8     | 25 a 29 | 0     |
| 8     | 20 a 24 | 4     |
| 4     | 15 a 19 | 8     |
| 12    | 10 a 14 | 4     |
| 4     | 5 a 9   | 8     |
| 0     | 0 a 4   | 0     |

## Economia
El 2007 la població en edat de treballar era de 134 persones, 103 eren actives i 31 eren inactives. De les 103 persones actives 99 estaven ocupades (51 homes i 48 dones) i 4 estaven aturades (2 homes i 2 dones). De les 31 persones inactives 12 estaven jubilades, 9 estaven estudiant i 10 estaven classificades com a «altres inactius».

### Ingressos
El 2009 a Chaumont-le-Bourg hi havia 85 unitats fiscals que integraven 222,5 persones, la mediana anual d'ingressos fiscals per persona era de 15.406 €.

### Activitats econòmiques
Dels 11 establiments que hi havia el 2007, 1 era d'una empresa extractiva, 1 d'una empresa alimentària, 3 d'empreses de fabricació d'altres productes industrials, 1 d'una empresa de construcció, 3 d'empreses de comerç i reparació d'automòbils, 1 d'una empresa d'hostatgeria i restauració i 1 d'una empresa classificada com a «altres activitats de serveis».
Dels 3 establiments de servei als particulars que hi havia el 2009, 1 era un taller de reparació d'automòbils i de material agrícola, 1 fusteria i 1 restaurant.
L'any 2000 a Chaumont-le-Bourg hi havia 10 explotacions agrícoles que ocupaven un total de 512 hectàrees.

## Equipaments sanitaris i escolars
El 2009 hi havia una escola elemental integrada dins d'un grup escolar amb les comunes properes formant una escola dispersa.

## Poblacions més properes
El següent diagrama mostra les poblacions més properes.